# Irmgard Lukasser
Irmgard Lukasser, née le 3 février 1954 à Assling, est une skieuse alpine autrichienne.

## Coupe du monde
- Meilleur résultat au classement général : 10e en 1973. Autres: 11e en 1974. : 20e en 1975. : 12e en 1976. : 15e en 1978. : 46e en 1979

## Championnats du monde de ski alpin
- Saint Moritz 1974 slalom géant: 14e slalom: 13e.
- Garmisch 1978 descente: 9e.

### Jeux olympiques d'hiver
- Innsbruck 1976 descente: 12e.